# Белобуза паякообразна маймуна
Белобузата паякообразна маймуна (Ateles marginatus) е вид бозайник от семейство Паякообразни маймуни (Atelidae). Видът е застрашен от изчезване.

## Разпространение и местообитание
Разпространен е в Бразилия.